# Кровь из носа (рэпер)
Анто́н Андре́евич Ва́тлин (род. 4 ноября 1994 года, Павлодар, Казахстан), более известный под псевдонимом «кровь из носа» (ранее — Bumble Beezy) — российский рэпер и автор песен. Известен широкой аудитории быстрой манерой исполнения.

## Биография

### Ранний период
Антон родился 4 ноября 1994 года в городе Павлодар, Казахстан.
В 2005 году его семья решила жить в России, так как его родители видели там куда больше перспектив для своего сына.
Сначала они жили в Омске, а через пять лет переехали жить в Пермь, где Антон жил до 2017 года. Слушать рэп начал благодаря творчеству Лил Уэйна, которого сам Антон считает великим музыкантом, а также рос на музыке СД, чьи микстейпы заслушивал до дыр. Ему приходилось менять школы, но его интерес к музыке в стиле хип-хоп оставался стабильным. Уже в 2007 году, обучаясь в седьмом классе в школе, он собрал свой музыкальный коллектив, параллельно участвуя в текстовых рэп-баттлах, а уже в 14 лет выступил перед живой публикой.
После успешного окончания школы и получения среднего образования Антон поступил в политехнический университет на экономиста. Однако, администрация института не пошла на компромисс и его выгнали на третьем курсе, потому что учёба мало привлекала, так как он много времени уделял творчеству. После третьего курса Антон Ватлин начал заниматься музыкой намного больше: увеличилось количество концертов, подготовок, репетиций.

### Музыкальная карьера

#### 2011 год
С 2011 года Антон стал известен под своим псевдонимом «Bumble Beezy». Его псевдоним происходит от английского слова «bumblebee» (с англ. — «Шмель») с концовкой «zy».
Уже в эти годы Антон почувствовал тягу к рэпу и под вдохновением Kool Savas успел записать около 200 треков и три неофициальных музыкальных релиза: мини-альбом «Воссоздание» и микстейпы «Sound Good» и «АСБ: Аудионаркотики Скачать Бесплатно», которые Антон успел удалить из Интернета, но их в сети до сих пор можно найти. Антон старается не вспоминать про них, так как там лишь зарождалась его техника и стиль.
Свою первую популярность получил благодаря трекам «No Hook» и «Чёрный снег» совместно с Big Russian Boss и Young P&H, где демонстрируется уникальный фаст-флоу, а также панчлайны под большим вдохновением Kool Savas.

#### 2014 год
2 февраля выпустил свой первый студийный альбом «Васаби». В него вошло 9 треков, среди них есть совместные, в записи которого приняли участие приглашённые исполнители — RaSpeakeR, Сажин Ви, Biggie Ballz, SlippahNeSpi(Young P&H) и альтер эго Антона — Lil Beezy. Данная работа принесла ему первый весомый поток слушателей и вдохновила на дальнейшее творчество.
21 ноября Сашмир выпустил свой микстейп «Миша», в нём Антон принимал участие в записи совместного трека «Встал, вышел».

#### 2015 год
17 марта выпустил трек «16 Barz» и клип на него, который является приглашением на грядущие концерты. 26 мая Zloi Negr выпустил свой микстейп «Переносчики», в нём Антон, Porchy, Obladaet, Illumate, Кажэ Обойма и Alphavite принимали участие в записи совместного трека «SAFM».
10 июля выпустил трек «Action» совместно с Чипом Читером & Bogomol’ом.
27 августа выпустил студийный альбом «Boeing 808» совместно с Сашмиром. В альбом вошло 8 треков.

#### 2016 год
16 июня выпустил свой второй студийный альбом «Васаби 2» В него вошло 10 треков, среди них есть совместные, в записи которого приняли участие приглашённые исполнители — Алиш и Сашмир. Данный релиз заметил Oxxxymiron и похвалил его в Твиттере. Именно после данного сольника об Антоне заговорили в российском рэп-сообществе. Летом этого года был назван одним из самых перспективных новичков хип-хопа индустрии проекта «Новый Флоу» по версии сайта The Flow.
4 сентября выпустил свой третий студийный альбом «Deviant». В него вошло 14 треков, среди них есть совместные, в записи которого приняли участие приглашённые исполнители — Lottery Billz, Дави, Сашмир, Niki L, SlippahNeSpi(Young P&H) и Porchy. Уже на этом музыкальном релизе Антон не только технично исполняет, но и заставляет людей «реально начать смотреть на всё вокруг по-другому».
31 октября выпустил трек «Салютую» и клип на него совместно с Дави, который является приглашением на предстоящий концертный тур «Deviant», а потом трек вошёл в его четвёртый студийный альбом «Resentiment», который выпустил 8 ноября.
8 ноября выпустил свой четвёртый студийный альбом «Resentiment». В него вошло 8 треков, среди них есть совместные, в записи которого приняли участие приглашённые исполнители — Garibian и Дави.
29 ноября получил спецприз Jagermeister на премии независимой музыки Jager Music Awards в категории «Young Blood»

#### 2017 год
14 февраля Porchy и Ameriqa выпустили совместный студийный альбом «Th3 Hook», в нём Антон принимал участие в записи совместного трека «Pass Out». В этом треке Антон исполнил свой наполовину английский куплет, разнообразив его двумя русскими четверостишиями.
Весной выпустил два студийных альбома серии «BeezyNOVA»:
- 20 апреля — «Main Effect». В него вошло 10 треков, в записи приняли участие — ST1M и Дави[12][13];
- 10 мая — «Side Effects». В него вошло 10 треков, в записи приняли участие — Дави, инди-группа Alai Oli, дуэт Чаян Фамали и DJ Novak[14][15].

7 июля дуэт Чаян Фамали выпустил пятый студийный альбом «Идол», в нём Антон и DJ Novak принимали участие в записи совместного трека «Всё что хочешь бери».
Летом этого же года Антон переехал жить в Санкт-Петербург, потому что его постоянный звукорежиссёр из Перми прекратил сотрудничество с ним, а в Северной Столице он видел куда больше перспектив.
Oxxxymiron и его концертное букинг-агентство «Booking Machine» предложили Антону сформировать гастрольный тур из нескольких городов по России, но он отказал им, потому что уже запланировал концерты, организованные заранее другими организаторами.
25 сентября СД выпустил свой одиннадцатый микстейп «Mixtape King Vol. 3», в нём Антон, Young P&H, Booker и Слава КПСС принимали участие в записи совместного трека «Жесть он крут!».
13 октября выпустил седьмой студийный альбом «Васаби 3». В него вошло 8 треков, в записи которого приняли участие — Booker и Ameriqa.
15 октября представил видеоклип на трек «Харизма» из своего пятого студийного альбома «BeezyNOVA: Main Effect».
18 декабря выпустил трек «Молчишь» и клип на него совместно с одним из артистов «Black Star Inc.» — Мишей Марвиным. Позже, после этого Антону поступало предложение заключить контракт с музыкальном лейблом «Black Star Inc.», но он отказался, потому что ему не понравилось деловое общение с представителями данной компании.

#### 2018 год
23 февраля выпустил трек «Ключи от улиц» и клип на него совместно с C4 и Bess, который посвящён ушедшему из жизни битмерейкеру и звукорежиссёру VeroBeatz, позже их совместный трек вошёл во второй студийный альбом C4 — «495», который вышел 9 марта.
15 марта выпустил трек «Original Go-Getter» и рок-версию совместно c метал-группой Amatory.
29 марта выпустил клип на трек «Дайджест» из своего седьмого студийного альбома «Васаби 3», в котором Антон катается на Lamborghini и обретает суперспособности.
6 апреля Эмелевская выпустила свой студийный альбом «Кипяток», в нём Антон принимал участие в записи совместного трека «Flex».
18 мая DJ Nik One выпустил свой пятый студийный альбом «Сториз», в нём Антон и Slimus принимали участие в записи совместного трека «911».
15 июня ST1M выпустил свой шестой сборник «Неизданное 6», в нём Антон и Дави принимали участие в записи совместного трека «Спорт».
17 августа выпустил трек «Vibe» совместно с Roux’ом, а потом их совместный трек вошёл в его восьмой студийный альбом «111111», который выпустили 14 сентября.
14 сентября выпустил свой восьмой студийный альбом «111111». В него вошло 12 треков, среди них есть совместные, в записи которого приняли участие приглашённые исполнители — Эльдар Джарахов, Porchy, Неизвестность, Roux и Arthur Midi.
5 октября Deemars и Gunz выпустили первый совместный студийный альбом «1000 лье», в нём Антон и C4 принимали участие в записи совместного трека «Крылья».
26 октября Roux выпустил свой четвёртый студийный альбом «Deviant Two»., в нём Антон принимал участие в записи совместного трека «Expo».
30 октября выпустил трек «Какой парень» совместно с Roux’ом, а потом совместный трек вошёл в их совместный студийный альбом «Royal Flow», который выпустили 28 декабря.
28 декабря выпустил студийный альбом «Royal Flow» совместно с Roux’ом. В него вошло 12 треков.
31 декабря выпустил клип на трек «Какой парень» совместно с Roux’ом из их совместного студийного альбома «Royal Flow».

#### 2019 год
14 февраля выпустил клип на трек «Климат контроль» совместно с Arthur’ом Midi с своего восьмого студийного альбома «111111». Также, в клипе присутствовали два актёра сериала «Улица» — Вероника Корниенко и Глеб Калюжный, который также является ещё и рэпером.
22 марта Ram выпустил свой второй студийный альбом «Traumatix», в нём Антон принимал участие в записи совместного трека «Твой сын».
3 мая Deemars и Gunz выпустили второй совместный студийный альбом «Немей», в нём Антон принимал участие в записи совместного трека «Украшение».
29 июня выпустил клип на два разных трека из двух разных студийных альбомов: «На рассказе» из своего восьмого студийного альбома «111111»; «Groupie Town» из совместного с Roux’ом студийного альбома «Royal Flow»;
5 сентября выпустил трек «Золото, Серебро и Бронза», трек вошёл в его девятый студийный альбом «2012».
18 сентября выпустил свой девятый студийный альбом «2012». В него вошло 10 треков.

#### 2020 год
12 марта выпустил трек «Epistaxis», напомнив своим фанатам «старого» Bumble Beezy, после серии альбомов в новых для Антона стилях, такие как «2012» и другие.
28 сентября выпустил трек «Perk», трек вошёл в его десятый студийный альбом «Nosebleed».
16 октября у Bumble Beezy вышел альбом «Nosebleed». В него вошло 10 треков, спродюсированных самим рэпером. Также на пластинке нет гостевых участий. Некоторые песни в «Nosebleed» исполнены на английском языке.

#### 2021 год
21 мая у Bumble Beezy вышел мини альбом «Lazarus Syndrome». В него вошло 3 сольных и 3 совместных треков.
16 августа вышел трек «Мой рок-н-ролл» — плод творческой коллаборации Bumble Beezy и британского bass-дуэта BaseFace, основанного экс-барабанщиком легендарных The Prodigy Кироном Пеппером. Результатом сотрудничества стал трек «Мой рок-н-ролл», существующий на стыке хип-хопа и электроники. Корнями композиция уходит в 2019 год, когда Bumble Beezy был приглашенным гостем на концерте Би-2, где ребята совместно исполнили одноимённый хит Би-2 с рэп-куплетом от Bumble Beezy. Спустя 2 года песня обрела законченный вид и свою самостоятельную жизнь.
30 августа вышел сингл «Crash Dummy», который также стоит на стыке техничного хип-хопа и электроники.
15 декабря вышел сингл «Васаби 5» в давно знакомым для слушателей техничном рэп звучании с обилием и разнообразием фаст-флоу. Трек спродюсировал сам исполнитель (prod. by toha808).

#### 2022 год
24 января вышел сингл «Протеиновые Чипсы Freestyle» — фристайл на бит в стиле старых ретро-игр с рефлексией на современную музыкальную индустрию в России. Из интересного на обложке, помимо отсылок к разным этапам творчества артиста. есть список с перечеркнутыми «Васаби 1, 2 и 3» и не перечеркнутой аббревиатурой «к.и.н», которая может означать о начале нового этапа в творчестве артиста, нового проекта.
14 февраля вышел первый сингл от альтер-эго Bumble Beezy — кровь из носа «сколько раз?». Вместо привычного техничного хип-хопа слушателя ожидает романтично-грустная история под мелодичное музыкальное сопровождение, которую он посвятил своей жене, которая на тот момент сильно болела. Это начало нового этапа творчестве Антона.
21 февраля вышел сингл Bumble Beezy «Только мой» в привычном для него стиле. Здесь исполнитель продолжает рефлексировать по поводу современной популярной музыки и отвечает некоторым давним слушателям на их частые вопросы о творчестве и состоянии артиста.
7 марта вышел сингл Кровь из носа «so sedated» в умиротворенном и «таком спокойном» звучании, раскрывая душу артиста для слушателя.
4 апреля вышел последний сингл под ником Bumble Beezy — «Regular». Исполнитель демонстрирует всё ту же рефлексию на современную индустрию, сопровождая это отточенным годами фаст-флоу.
29 апреля вышел первый сингл «Живой» из альбома NЮ — «Жизнь Д» совместно с Кровь из носа. В песне артисты рассказывают о трепетаниях души. Музыка сочетала в себе хип-хоп и рок.
10 августа вышел сингл «strugglin'» для 2-го раунда в онлайн-конкурсе «ПРО Песни». Артист говорит о своём недуге, и справляться с ним ему помогают лекарственные средства.
18 октября на площадки вышел сингл «big d energy» для 3-го раунда в онлайн-конкурсе «ПРО Песни». Исполнитель продолжает рефлексировать на происходящее в музыкальной индустрии, но уже в результате международной обстановки вокруг России.

#### 2023 год
После перерыва на крупные релизы в 2022 году, 20 января артист выпускает альбом «california rocket fuel pt.1». Альбом включает в себя 9 композиций в более мелодичном хип-хоп звучании, где артист повествует о своём душевном недуге. Ранее выходившие синглы «сколько раз?», «so sedated» и «strugglin'» вошли в этот альбом и приобрели новое звучание.
4 апреля вышел первый сингл из второй части альбома «california rocket fuel pt.2» — «on me(owe me)», являющийся смесью электроники и техничного рэпа.
14 июля вышла вторая часть альбома «california rocket fuel pt.2». Альбом включает в себя 7 сольных и 2 совместные композиции с Metox и noa, и завершает тему душевного недуга исполнителя, развивающаяся в первой части альбома.

## Дискография

### Студийные альбомы
- 2014 — «Васаби»
- 2015 — Boeing 808 (совместно с Сашмиром)
- 2016 — «Васаби 2»
- 2016 — Deviant
- 2016 — Resentiment
- 2017 — BeezyNOVA: Main Effect
- 2017 — BeezyNOVA: Side Effects
- 2017 — «Васаби 3»
- 2018 — «111111»
- 2018 — Royal Flow (совместно с Roux’ом)
- 2019 — «2012»
- 2020 — Nosebleed
- 2023 — california rocket fuel: pt.1
- 2023 — california rocket fuel: pt.2
- 2024 — no dopamine (совместно с битмейкером Ayomarkiz)
- 2024 — гуманитарная катастрофа (совместно с Metox, Паша Техник, BOOKER)

### Мини альбом
- 2021 — Lazarus Syndrome

### Синглы
- 2014 — «Черный снег» (feat. Big Russian Boss & Young P&H)
- 2014 — «Проснулся»
- 2014 — «No Hook 2»
- 2014 — «Амплуа»
- 2014 — «Flow Shop» (feat. Biggie Ballz)
- 2014 — «Вектор» (feat. Walkie & Хронос)
- 2014 — «Molotov Cocktail» (feat. Obladaet)
- 2014 — «Выкл»
- 2014 — «WTF» (feat. Anthony Caine, Сашмир & Rover)
- 2014 — «Xbox (X6)» (2014)
- 2015 — «16 Barz»
- 2015 — «Fucked Up»
- 2015 — «Сине-зелёные» (feat. Walkie)
- 2015 — «Карма» (feat. Сашмир)
- 2015 — «Те парни» (feat. Сашмир)
- 2016 — «Знак»
- 2016 — «No Hook 4»
- 2016 — «Не ревнуй» (feat. Сашмир & Гиги)
- 2016 — «Digits» (feat. Alphavite)
- 2017 — «Молчишь» (feat. Миша Марвин)
- 2018 — «Original Go-Getter»
- 2018 — «Original Go-Getter» (feat. «Amatory», рок-версия)
- 2019 — «Золото, Серебро и Бронза»
- 2020 — «Epistaxis»
- 2020 — «Perk»
- 2021 — «Мой рок-н-ролл» (feat. BaseFace)
- 2021 — «Crash Dummy»
- 2021 — «Васаби 5»
- 2022 — «Протеиновые чипсы Freestyle»
- 2022 — «сколько раз?»
- 2022 — «Только мой»
- 2022 — «so sedated»
- 2022 — «Regular»
- 2022 — «Живой» (feat. NЮ)
- 2022 — «strugglin'»
- 2022 — «big d energy»
- 2023 — «on me(owe me)»
- 2023 — «огайо» (feat. Illumate, ayomarkiz)
- 2023 — «pulsar flow» (feat. Soma)
- 2024 — «unique» (feat. ayomarkiz)
- 2024 — «Immortal» (feat. Illumate, JmyName)
- 2025 — «EVRTHANG BABY» (feat. MARU NARA)
- 2025 — «самая глупая в мире вещь» (feat. РЭЙДИ)
- 2025 — «тётя настя»
- 2025 — "Рот" (feat. Sagath, UMERTVIE)

### В составе «Cognac Starz»
Синглы
- 2016 — «BPM»
- 2016 — «Mercedes Flow» (feat. D-Kay Drummasta)

### Участие в альбомах других исполнителей
- Сашмир — «Миша» («Встал, вышел»), «Дал жизни» («Складываю»)
- Zloi Negr — «Переносчики» («SAFM»)
- Porchy & Ameriqa — «Th3 Hook» («Pass Out»)
- Чаян Фамали — «Идол» («Всё что хочешь бери»)
- СД — «Mixtape King Vol. 3» («Жесть он крут!»)
- C4 — «495» («Ключи от улиц»)
- Эмелевская — «Кипяток» («Flex»)
- DJ Nik One — «Сториз» («911»)
- ST1M — «Неизданное 6» («Спорт»)
- Deemars & Gunz — «1000 лье» («Крылья»), «Немей» («Украшение»)
- Roux — «Nottingham II» («Риск и предубеждение»), «Deviant Two» («Expo»)
- Ram — «Traumatix» («Твой сын»)
- Big Russian Boss & Young P&H — «Old But Gold» («Черный снег»)
- Walkie — «Walk Out Boy 2» («Сине-зеленые 2»)
- NЮ — «Жизнь Д» («Живой»)

## Видеография
| Год  | Название                                     | Режиссёр            | Альбом                      |
| ---- | -------------------------------------------- | ------------------- | --------------------------- |
| 2015 | «16 Barz»                                    | Неизвестно          | Сингл                       |
| 2016 | «Салютую» (feat. Дави)                       | T37 Studio          | «Deviant»                   |
| 2017 | «Харизма»                                    | Kosmodrome          | «BeezyNOVA: Main Effect»    |
| 2017 | «Молчишь» (feat. Миша Марвин)                | Полина Назарева     | Сингл                       |
| 2018 | «Ключи от улиц» (feat. C4, Bess & VeroBeatz) | Zefir Video Company | «495» (студийный альбом C4) |
| 2018 | «Дайджест»                                   | Ozio.pro            | «Васаби 3»                  |
| 2018 | «Какой парень» (& Roux)                      | Эльдар Гараев       | «Royal Flow»                |
| 2019 | «Климат контроль» (feat. Arthur Midi)        | Екатерина Боловцова | «111111»                    |
| 2019 | «На рассказе» / «Groupie Town»               | Victor Derr         | «111111» / «Royal Flow»     |

## Концертные туры
- 2016 — Deviant Tour
- 2017 — Wasabi Tour
- 2018 — Preda Tour